# Noorder-Koggenland
Noorder-Koggenland (uitspraakⓘ) is een voormalige gemeente in de regio West-Friesland in de Nederlandse provincie Noord-Holland. De gemeente telde op 1 augustus 2006 10.582 inwoners (bron: CBS) en had een oppervlakte van 51 km².
De gemeente was ontstaan op 1 januari 1979 door samenvoeging van de gemeenten Abbekerk, Midwoud, Opperdoes, Sijbekarspel en Twisk en het dorp Hauwert (tot dan behorend tot de gemeente Nibbixwoud). Op 1 januari 2007 is de gemeente met de gemeenten Medemblik en Wognum opgegaan in de nieuwe gemeente Medemblik. De gemeentenaam refereert aan de historische noordelijke Koggen uit de middeleeuwen, in dit geval de Vier Noorder Koggen, vanouds het Houtwouderambacht of Hoogwouderambacht genaamd. Het gebied van dit ambacht komt deels overeen met de gemeente die in 1979 was ontstaan. Zo'n kogge of cogge bestond meestal uit 4 of 5 dorpen of bannen en was een rechtsgebied.
De vlag van de gemeente refereert aan de indeling van de platbodems, die in tijd van oorlog werden gebruikt. In deze schepen konden per riem (riemtal) zo'n tien manschappen. De platbodemschepen van de kogge werden ook wel Coggeshepen genoemd, en waren verdeeld in twee keer vijf riemen, wat betekent dat er honderd bewapende mannen in konden.
De laatste burgemeester van de gemeente was Frank IJsselmuiden (zie ook Lijst van burgemeesters van Noorder-Koggenland).

## Plaatsen binnen de gemeente
Stad:
- Abbekerk (stad bestaand uit de dorpen Abbekerk en Lambertschaag)

Dorpen/Gehuchten:
- Abbekerk
- Benningbroek
- Hauwert
- Lambertschaag
- Midwoud (gemeentehuis)
- Oostwoud
- Opperdoes
- Sijbekarspel
- Twisk

Buurtschappen:
- 't Westeinde
- Bennemeer
- Broerdijk
- De Buurt
- Het Hoogeland
- Koppershorn
- Veldhuis